# آموس لورانس
آموس لورانس (بالإنجليزية: Amos Lawrence)‏ هو لاعب كرة قدم أمريكية أمريكي، ولد في 9 يناير 1958.

## وصلات خارجية
- آموس لورانس على موقع مرجع كرة القدم المحترفة.كوم (الإنجليزية)